# خوان هکتور گویجی
خوان هکتور گویجی (انگلیسی: Juan Héctor Guidi; ۴ ژوئیهٔ ۱۹۳۰ – ۸ فوریهٔ ۱۹۷۳) بازیکن فوتبال اهل آرژانتین بود.
از باشگاه‌هایی که در آن بازی کرده‌است می‌توان به باشگاه اتلتیکو ایندپندینته و باشگاه فوتبال لانوس اشاره کرد.
وی همچنین در تیم ملی فوتبال آرژانتین بازی کرده‌است.